# Pan de Azúcar
Pan de Azúcar ist eine Stadt in Uruguay.

## Geographie
Sie befindet sich auf dem Gebiet des Departamento Maldonado in dessen Sektor 3, nordöstlich des Cerro Pan de Azúcar. Nächstgelegene weitere Ansiedlungen sind Gerona westlich und Ruta 37 y 9 im Süden. Nordwestlich findet sich zudem Nueva Carrara. Wenige Kilometer südwestlich liegt Piriápolis.

## Geschichte
Am 7. September 1961 wurde Pan de Azúcar durch das Gesetz Nr. 12.908 in die Kategorie "Ciudad" eingestuft.

## Infrastruktur

### Bildung
Pan de Azúcar verfügt mit dem am 27. November 1945 gegründeten Liceo de Pan de Azúcar "Prof. Alvaro Figueredo" über eine weiterführende Schule (Liceo).

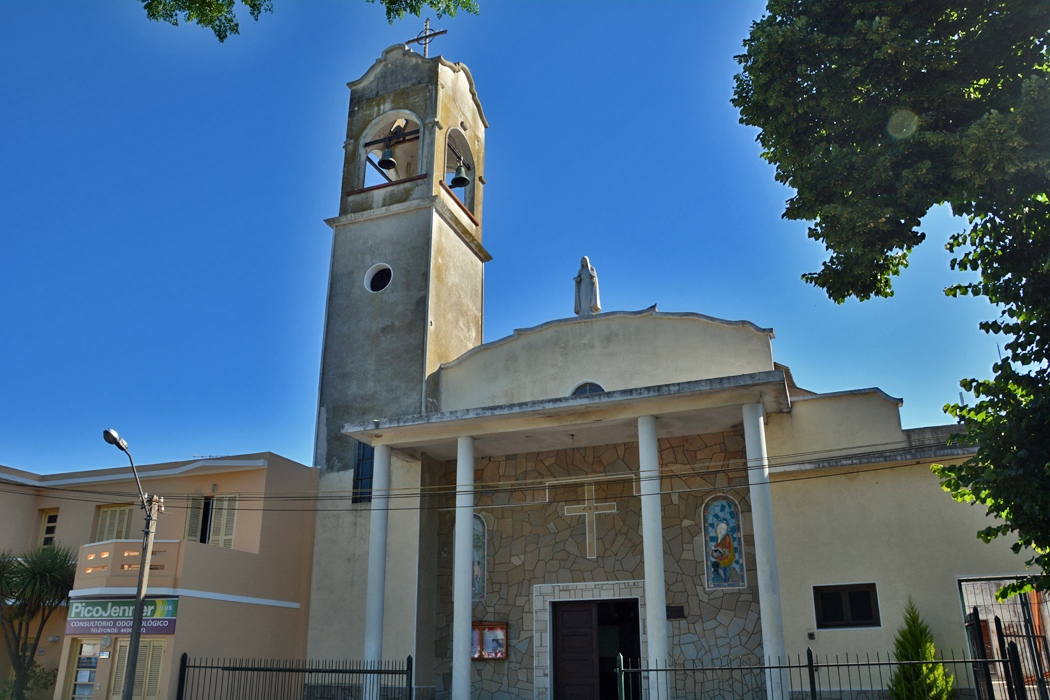
Iglesia Nuestra Señora de los Dolores
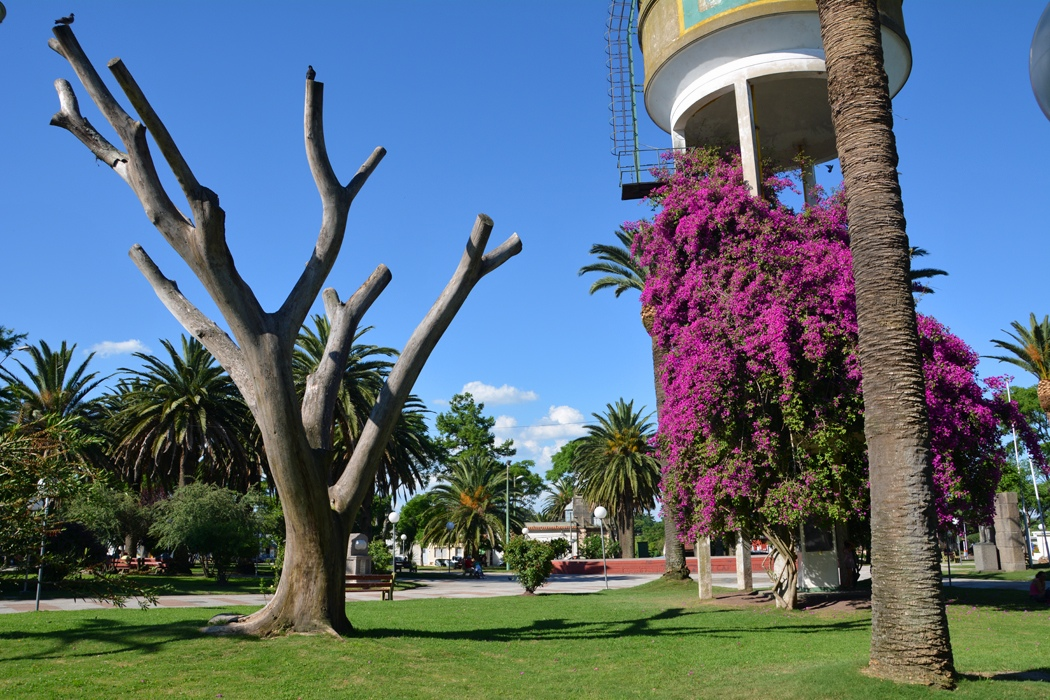
Parkanlage im Zentrum
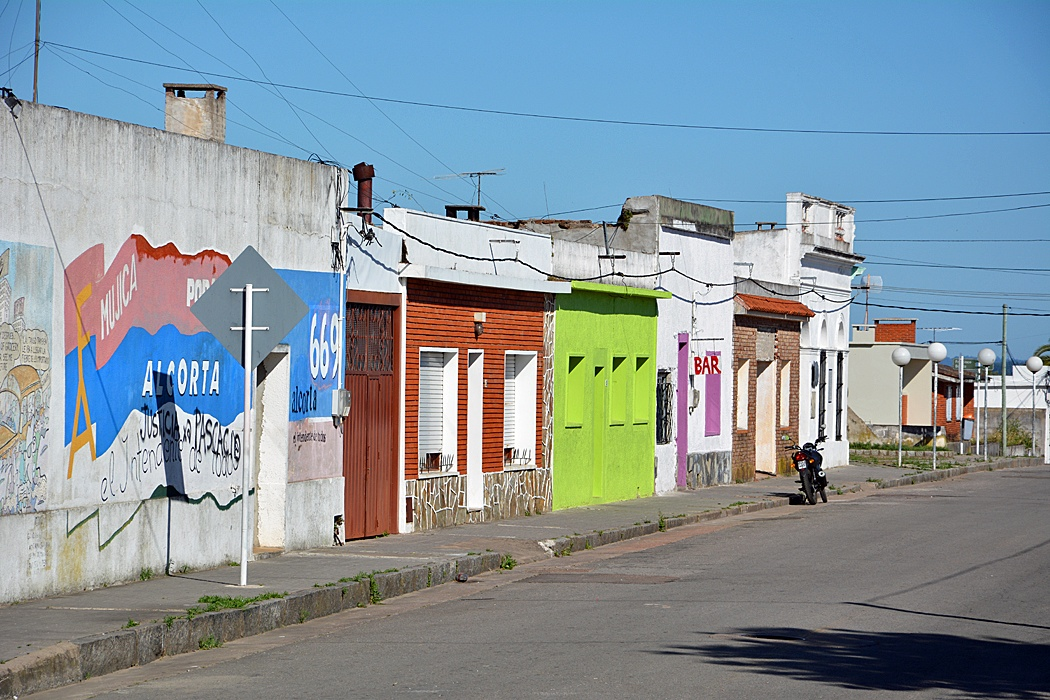
Straßenzug im Zentrum
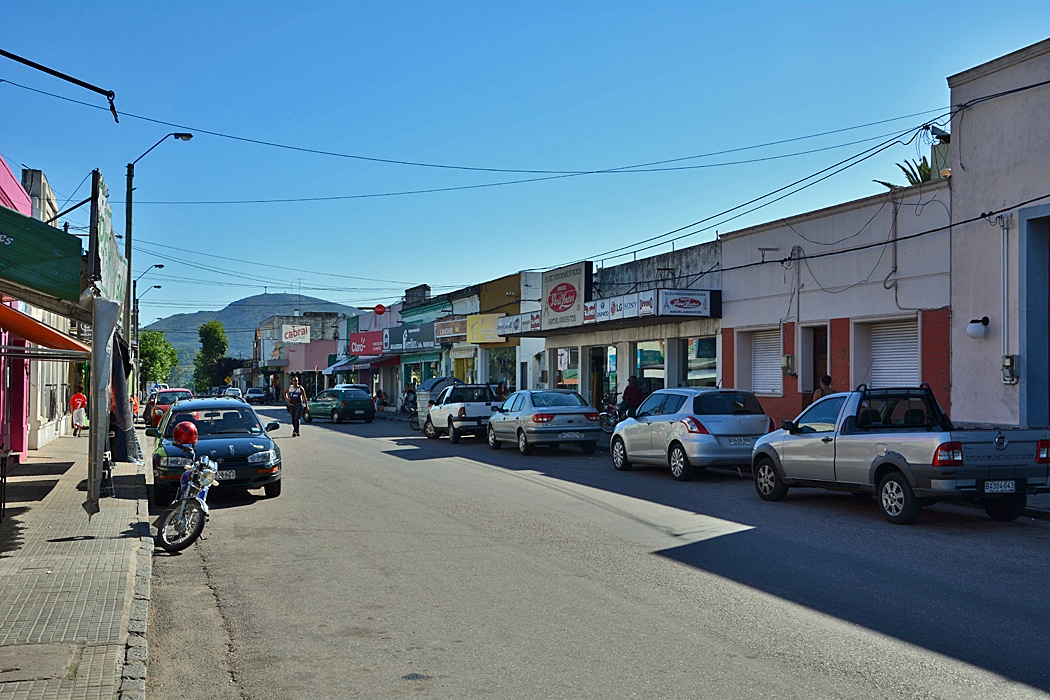
Hauptstraße

## Einwohner
Pan de Azúcar hatte 2011 6.597 Einwohner, davon 3.170 männliche und 3.427 weibliche.
| Jahr | Einwohner |
| ---- | --------- |
| 1963 | 4.176     |
| 1975 | 5.125     |
| 1985 | 5.513     |
| 1996 | 6.532     |
| 2004 | 7.098     |
| 2011 | 6.597     |

Quelle: Instituto Nacional de Estadística de Uruguay

## Stadtverwaltung
Bürgermeister (Alcalde) von Pan de Azúcar ist Miguel Plada.

## Söhne und Töchter der Stadt
- Pascasio Báez (1925–1971)
- Blanca Luz Brum (1905–1985), Dichterin
- Luis Maidana (* 1934), Fußballspieler
- Claudia Umpiérrez (* 1983), Fußballschiedsrichterin